# Борец (Ветковский район)
Боре́ц (бел. Барэц) — посёлок в Хальчанском сельсовете Ветковского района Гомельской области Белоруссии.

## География

### Расположение
В 6 км на запад от Ветки, 11 км от Гомеля, 11 км от железнодорожной станции Костюковка (на линии Жлобин — Гомель).

## Транспортная сеть
Транспортные связи по просёлочной, затем автомобильной дороге Даниловичи — Ветка. Планировка состоит из короткой прямолинейной улицы, застроенной деревянными домами усадебного типа.

## История
Основан в начале XX века переселенцами из соседних деревень. В 1926 году в Хальчанском сельсовете Ветковского района Гомельского округа. Во время Великой Отечественной войны 8 жителей погибли на фронте. В 1959 году в составе совхоза «Хальч» (центр — деревня Хальч).

## Население

### Численность
- 2004 год — 6 хозяйств, 7 жителей.

### Динамика
- 1926 год — 12 дворов, 79 жителей.
- 1940 год — 14 дворов.
- 1959 год — 54 жителя (согласно переписи).
- 2004 год — 6 хозяйств, 7 жителей.